# STS-68
STS-68 var ett amerikanskt rymdfärjeprogram 1994 där astronauterna åkte med rymdfärjan Endeavour. Uppskjutningen visades i Discovery Channel i ett speciallprogram om rymdfärjor 1994. Den sköts upp från Pad 39A vid Kennedy Space Center i Florida den 30 september 1994. Efter drygt elva dagar i omloppsbana runt jorden återinträdde rymdfärjan i jordens atmosfär och landade vid Edwards Air Force Base i Kalifornien.

## Besättning
- Michael A. Baker (3)
- Terrence W. Wilcutt (1), Pilot
- Thomas D. Jones (2)
- Steven L. Smith (1)
- Daniel W. Bursch (2)
- Peter J.K. Wisoff (2)